# Гамфрі Рептон
Гамфрі Рептон (англ. Humphry Repton, *21 квітня 1752 — 24 березня 1818) — відомий англійський садівник, теоретик і практик ландшафтної архітектури.

## Біографія коротко
Батько збирав податки і родина була заможна. Коли батько перебрався до Норвіча, сина віддали в Норвічську граматичну школу. Батько призначав сину кар'єру торгівця і направив сина в Голландію вивчити голландську мову і комерційну справу. Він повернувся в Норвіч, займався продажем текстилю, в 1773 році узяв шлюб з Мері Кларк.
Як багато англійців, був прихильником акварельного живопису і садівництва. Захоплення садами призвело до змін в бізнесі. За сприяння герцогів Портланда і Норфолка Гемфрі у 1788 році розпочав новий для нього бізнес — у садівництві.

## Особливості садівництва в Англії
Садівництво в Англії пройшло довгий шлях до середини 18 століття. Острівна відокремленість Англії спонукала появу своїх законів в плануванні садів, незважаючи на запозичені зразки садів Голландії чи Франції. Великі сади бароко на зразок Версалю мали місце лише біля королівських замків. Великі домішки культури середньовіччя виявилися і в садівицтві, в планування садів Англії часто вводили різні лабіринти. Геометричні форми регулярних садів тут швидко набридли. Теоретичні пошуки призвели до визнання принципу, що «Вся земля — сад». Але цей сад зовсім не геометричних, регулярних форм, а пейзажний.
Тому в Британії почали рано відмовлятися від регулярних садів. Виник англійський, пейзажний сад. Він був значно дешевішим за парк французького зразку, не потребував армії садівників і копіював форми навколишніх краєвидів. На його форми мали вплив пейзажний живопис Пуссена, і, особливо, Клода Лоррена. Тому в пейзажних садах Британії не відмовлялись від будівництва окремих павільйонів, мостів, штучних ставків тощо. Неможливо уявити випас худоби в регулярному саду. Випас худоби в пейзажному саду Англії — звичайна річ, до того ж практична в міщанській і поміркованій країні. Зовні це були залишки великих вольєрів садів бароко і гра в сільську простоту. Монотонні галявини пейзажних парків домашні і дикі тварини, а також птахи робили живими і схожими на краєвиди за парковими огорожами. Дикі олені і птахи і досі окраса багатьох пейзажних парків країни.

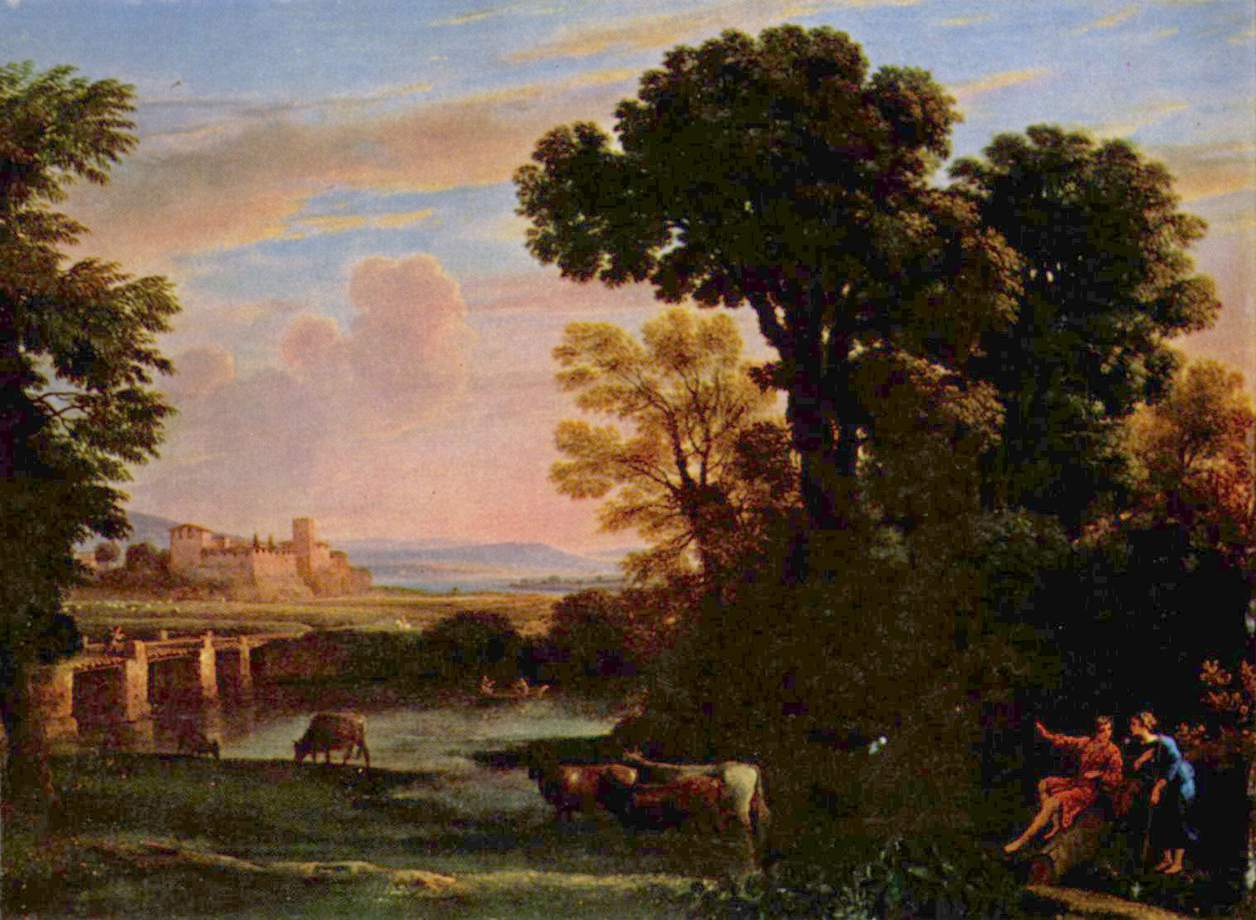
Клод Лоррен. Пасторальний краєвид.
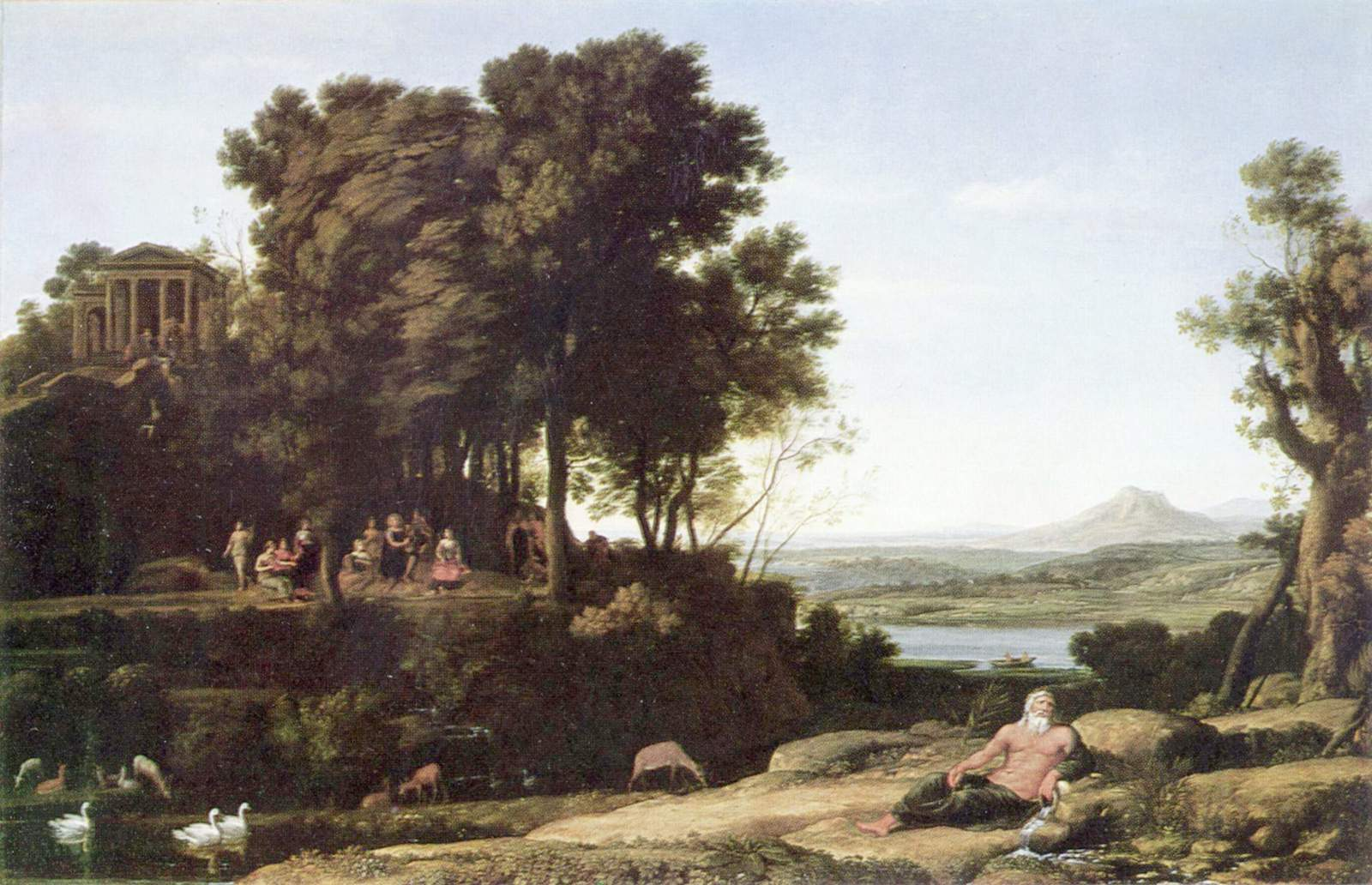
Клод Лоррен. Краєвид з Аполлоном і музами. Единбург. Нац.галерея.
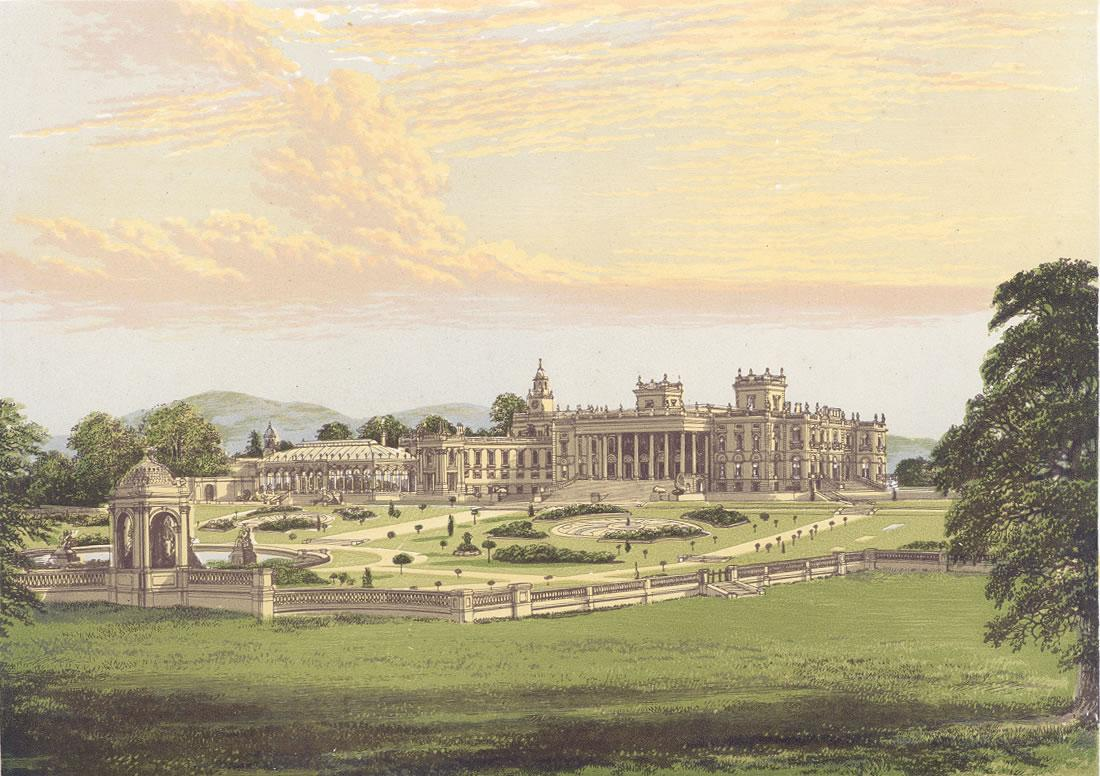
Вітлі Корт з незначними елементами геометричного планування в пейзажному оточенні.
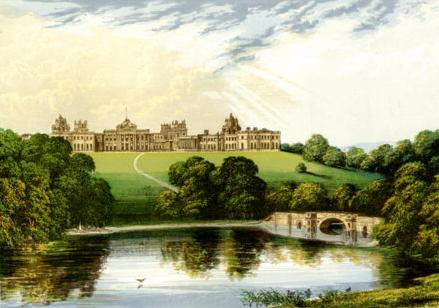
Палац герцогів Мальборо в пейзажному оточенні.

## Садівницькі принципи Рептона

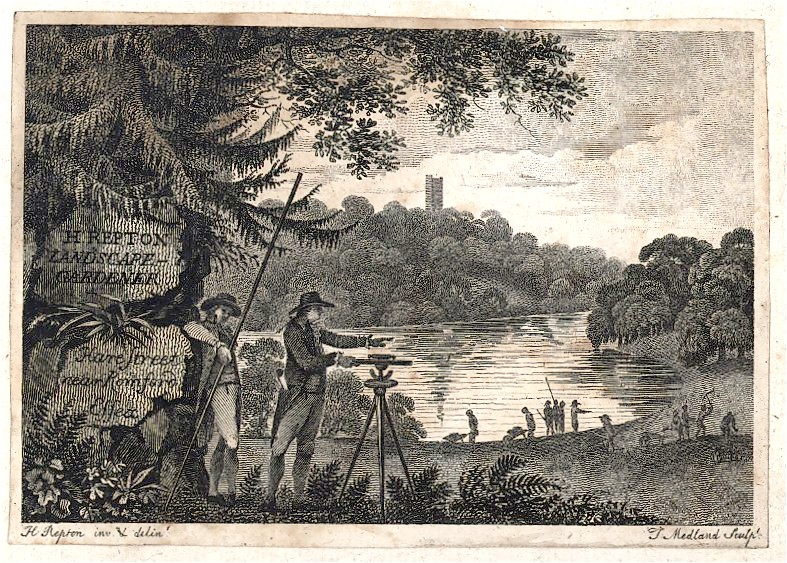
Худ. Томас Мідленд. Візитна картка Гамфрі Рептона, ландшафтного архітектора.

Попередником Рептона вважають Ланселота Брауна (1715–1783). Той почав спрощувати різку геометрію регулярних садів і прийшов до майже повного ототодження штучного парку з навколишнім краєвидом. Ланселот Браун копав ставки в потрібних містах, влаштовував галявини з перспективами на різні боки. Копаний ставок в садибі герцога Графтона викликав справжню заздрість сусідніх вельмож. А герцог Мальборо запросив Ланселота в свою родинну садибу для створення низки водойм.
Гамфрі Рептон не схвалював повну відмову від багатої практики садів бароко. Для нього не були привабливими оголені фасади садибних осель, часто побудованих посередніми архітекторами. Він залишав регулярне планування поблизу осель. З арсеналу бароко він залишив використання терас, балюстрад, паркових сходинок різного типу. Це урізноманітнювало паркове середовище і збагачувало середовище, збідніле від принципів стилістики класицизму.
Він повернувся до практики робити декілька варіантів проекту. На зображення господської оселі він накладав клапани з своїм проектом доопрацювань і давав замовникам право вибору варіанту. Дороблені і додані деталі і об'єкти Гамфрі Рептона покращували краєвиди надзвичайно.
|                                                 |  |                                                    |  |                        |
| Йоркширський краєвид до перепланування Рептоном |  | Йоркширський краєвид після перепланування Рептоном |  | Рассел-сквер в Лондоні |